# Lönsturm
Der Lönsturm ist ein 1928 erbauter und etwa 26 m hoher Aussichtsturm auf dem Thüster Berg, einem 441 m ü. NN hohen Höhenzug des Leineberglands in Niedersachsen.

## Geographische Lage
Der Lönsturm steht etwa auf dem höchsten Punkt des Kansteins, der die höchste Erhebung des Thüster Bergs ist. Er befindet sich zwischen Hemmendorf im Norden, Ahrenfeld im Nordosten, Levedagsen im Süden und Salzhemmendorf im Nordwesten.
Etwa 1 km ostsüdöstlich steht ein Fernmeldeturm (52° 3′ 18″ N, 9° 38′ 11″ O).

## Beschreibung
Der Turm ist nach dem Heidedichter Hermann Löns benannt, der ab und zu die Gegend bereiste. Der 18 m hohe, aus Sandsteinquadern errichtete Originalturm von 1928 wurde von seinem Architekten ursprünglich 10 m höher geplant, was jedoch wegen Geldmangels nicht verwirklicht werden konnte. Da die jungen Buchen um ihn herum später die Sicht versperrten, wurde er 1972 zur 950-Jahr-Feier von Salzhemmendorf um 5 m auf 23 m Höhe und 1997 ein weiteres Mal auf die heutige Höhe erhöht. Mitte 2014 wurde das äußere Mauerwerk des Turms und einige Treppenstufen saniert.

## Aussichtsmöglichkeit
Vom Lönsturm bietet sich ein Rundblick über das Weser-Leine-Bergland, zum Ith, nach Salzhemmendorf, ins Saaletal, zum Osterwald, zum Külf, bei klarer Sicht zum Brocken im Harz und zum Hermannsdenkmal im Teutoburger Wald.
In Turmnähe laden einige Felsen zum Freiklettern ein.